# Takifugu radiatus
Takifugu radiatus är en fiskart som först beskrevs av Abe 1947.  Takifugu radiatus ingår i släktet Takifugu och familjen blåsfiskar. Inga underarter finns listade i Catalogue of Life.